# Grammodes congesta
Grammodes congesta är en fjärilsart som beskrevs av Emilio Berio 1956. Grammodes congesta ingår i släktet Grammodes och familjen nattflyn. Inga underarter finns listade i Catalogue of Life.